# Little Woodbury
Little Woodbury est le nom d'un important site archéologique de l'âge du fer près de la ville de Salisbury, dans le comté anglais de Wiltshire.

## Localisation
Le site se trouve à environ 1,4 km au sud du centre de Salisbury et 1,6 km au nord du village d'Odstock. Il a été partiellement fouillé entre 1938 et 1939 par Gerhard Bersu, un archéologue allemand qui avait été conduit en Grande-Bretagne à la suite d'une discrimination par les nazis. Dans les fouilles telles que Little Woodbury, il a introduit les approches révolutionnaires dans l'excavation des colonies de peuplement (par exemple, l'identification des restes de poteaux en bois) développées en Europe continentale au cours des décennies précédentes.

## Recherches et histoire
Une population avait été identifiée sur le site grâce à l'archéologie aérienne par O. G. S. Crawford il y a près de vingt ans. Il avait vu une enceinte circulaire comme un indice phytologique, et il a été identifié pour d'autres fouilles comme une source possible d'informations sur la préhistoire britannique quotidienne. Bersu a été mandaté par la Prehistoric Society pour creuser le site afin d'améliorer la connaissance des premiers sites de peuplement britanniques, qui étaient jusqu'alors mal compris.
Bersu a creusé un réseau de tranchées parallèles, l'une après l'autre, à travers le site. Par cette méthode, il a été en mesure d'identifier une grande rotonde et plusieurs autres caractéristiques domestiques. Les trous de poteaux de la rotonde a permis à Bersu de soutenir que ces structures étaient le type de construction domestique commune de l'âge de fer; avant son travail, on pensait que les gens vivaient dans des trous dans le sol. Grâce à l'identification par Bersu des os d'animaux et des grains de céréales, il a convaincu d'autres archéologues de réévaluer les grands trous qu'ils avaient trouvés comme fosses de stockage.
Lorsque la guerre éclata en 1939, les travaux cessèrent et Bersu fut interné sur l'Île de Man. Il n'est jamais retourné sur le site et les travaux d'excavation n'ont jamais été complètement terminés. Les résultats de Little Woodbury ont cependant influencé des générations d'archéologues à s'intéresser à la vie quotidienne des peuples anciens et la rotonde est devenue un élément régulier dans l'interprétation des sites préhistoriques.